# Hermann Oberth
Hermann Julius Oberth (ur. 25 czerwca 1894 w Sybinie, zm. 28 grudnia 1989 w Norymberdze) – austriacko-niemiecki fizyk i wynalazca, pionier techniki rakietowej i wizjoner eksploracji kosmosu.

## Życiorys
Urodził się w austro-węgierskim Siedmiogrodzie, w Nagyszeben (dziś Sybin w Rumunii) w rodzinie Sasów siedmiogrodzkich, którzy zwali miasto Hermannstadt. Większą część dzieciństwa spędził w Sighișoarze, gdzie dzięki lekturze dzieł Juliusza Verne’a zafascynował się kosmonautyką.
Od 1912 roku studiował medycynę w Monachium. W czasie I wojny światowej służył w jednostce medycznej i doświadczenie to skłoniło go do porzucenia kariery lekarskiej. W czasie wojny stracił na froncie brata.
Po wojnie rozpoczął studia fizyki, chemii i matematyki najpierw w Klużu, w 1919 przeniósł się do Monachium, potem do Getyngi, wreszcie Heidelbergu. Jego praca doktorska z 1922 poświęcona budowie i wykorzystywaniu rakiet została odrzucona przez uniwersytet w Heidelbergu jako „zbyt fantastyczna”. Na jej podstawie opublikował rok później traktującą o fizyce lotów rakietowych rozprawę Die Rakete zu den Planetenräumen (Rakietą w przestrzeń międzyplanetarną). Książka opisywała m.in. zjawisko znane dziś jako efekt Obertha, rakiety wielostopniowe wraz z matematycznymi wywodami rozwiązań technicznych. Wkrótce mniej teoretyczna wersja jego pracy została opracowana i wydana przez Maksa Valiera, co doprowadziło w Republice Weimarskiej do boomu rakietowego, który manifestował się powstawaniem szeregu amatorskich klubów rakietowych (m.in.: Verein für Raumschiffahrt, VfR). W tym założonym w 1927 towarzystwie obok Obertha znalazł się m.in. Wernher von Braun.
Od 1924 do 1938 pracował jako profesor matematyki, fizyki i chemii w gimnazjum w siedmiogrodzkim Mediaș.
Za swą drugą książkę z 1929 roku, 429-stronnicową Die Wege zur Raumschiffahrt (Podróż w przestrzeń kosmiczną) otrzymał nagrodę ufundowaną przez francuskiego wynalazcę Roberta Esnault-Pelterie, którą przeznaczył na zakup materiałów dla klubów VfR. W nowej książce opisał m.in. konstrukcję silników jonowych.
Razem z Willim Leyem doradzał Fritzowi Langowi, reżyserowi niemego filmu science-fiction pt. Die Frau Im Mond (Kobieta na Księżycu). Na potrzeby filmu – reżyserowi zależało na naukowej poprawności dzieła – zbudowali oni realistyczną makietę rakiety kosmicznej. W trakcie prac nad filmem Lang dla dodania dramaturgii wymyślił sekwencję odliczania do startu rakiety.
W 1929 odpalił silnik swej pierwszej rakiety na paliwo ciekłe nazwanej Kegeldüse. W 1931 uzyskał w Rumunii patent na rakietę napędzaną paliwem ciekłym. Pierwszy model został wystrzelony 7 maja 1931 w pobliżu Berlina.
Od 1938 pracował na Politechnice Wiedeńskiej. W 1941 otrzymał obywatelstwo III Rzeszy. Od 1941 do 1943 pod pseudonimem Felix Hann pracował z Wernherem von Braunem w Peenemünde przy konstrukcji niemieckiej rakiety balistycznej A4 (V2). Za ratowanie wyposażenia ośrodka po alianckim bombardowaniu został odznaczony Krzyżem Zasługi Wojennej I Klasy z Mieczami. Krótko potem odszedł z projektu. W 1944 wskutek eksplozji w czasie prób rakietowych w Redl-Zipf, austriackim ośrodku programu zginęła córka Obertha, Ilse.
Po wojnie od 1948 przebywał w Szwajcarii, a w latach 1950–1953 we Włoszech, gdzie pracował nad rakietami przeciwlotniczymi. W 1954 opublikował książkę Menschen im Weltraum (Ludzie w kosmosie), w której nakreślił cele eksploracji kosmosu:
„Uczynić dostępnymi dla życia wszelkie miejsca, gdzie to jest możliwe, zaludnić wszystkie światy jeszcze nie zaludnione i dać cel wszelkiemu życiu”.
Opublikował także szereg książek na temat filozofii człowieka i jego przyszłości.
W 1955 von Braun zaprosił go do współpracy w kierowanym przez siebie Marshall Space Flight Center w Huntsville w Alabamie. W 1959 przeszedł na emeryturę i wrócił do Feucht koło Norymbergi, gdzie mieszkał do końca życia.
Już na emeryturze wracał do USA jako doradca firmy Convair w San Diego. W 1969 został zaproszony za ocean, aby oglądać start misji Apollo 11 – pierwszej, która zakończyła się lądowaniem na Księżycu.

## Życie prywatne
W 1918 poślubił Mathilde Hummel (1895–1981), z którą miał czworo dzieci:
- Julius (ur. 1919, zaginął w 1943)[3],
- Erna Roth-Oberth (1922–2012) – dokumentowała dorobek ojca[3],
- Ilse (1924–1944) – techniczka rakietowa, zginęła w wypadku w Redl-Zipf(inne języki)[9],
- Adolf (1928–2007) – chemik rakietowy, pracował z ojcem nad paliwem stałym do rakiet[3].

## Poglądy polityczne
Sam Oberth zarzekał się, że nie ma uprzedzeń szowinistycznych i z racji tego, że żył w przeciągu swego życia w 12 krajach i mówił w 5 językach, uważał się za „obywatela świata”. Według jednego z jego biografów, Daniela Mellema brak informacji, aby Oberth był członkiem NSDAP. Jednak od 1965 do 1967 był członkiem Narodowodemokratycznej Partii Niemiec.
W 1962 przemawiając z okazji przyznania honorowego członkostwa w Związku Wypędzonych powiedział:
„Liczyłem, że uda mi się wynaleźć broń rakietową, która pozwoliłaby zniszczyć haniebny Traktat Wersalski. Nie udało mi się”.
Po jego śmierci wspierająca dawnych nazistów organizacja Stille Hilfe opublikowała nekrolog, w którym określiła go jako „wiernego pomocnika i darczyńcę”.

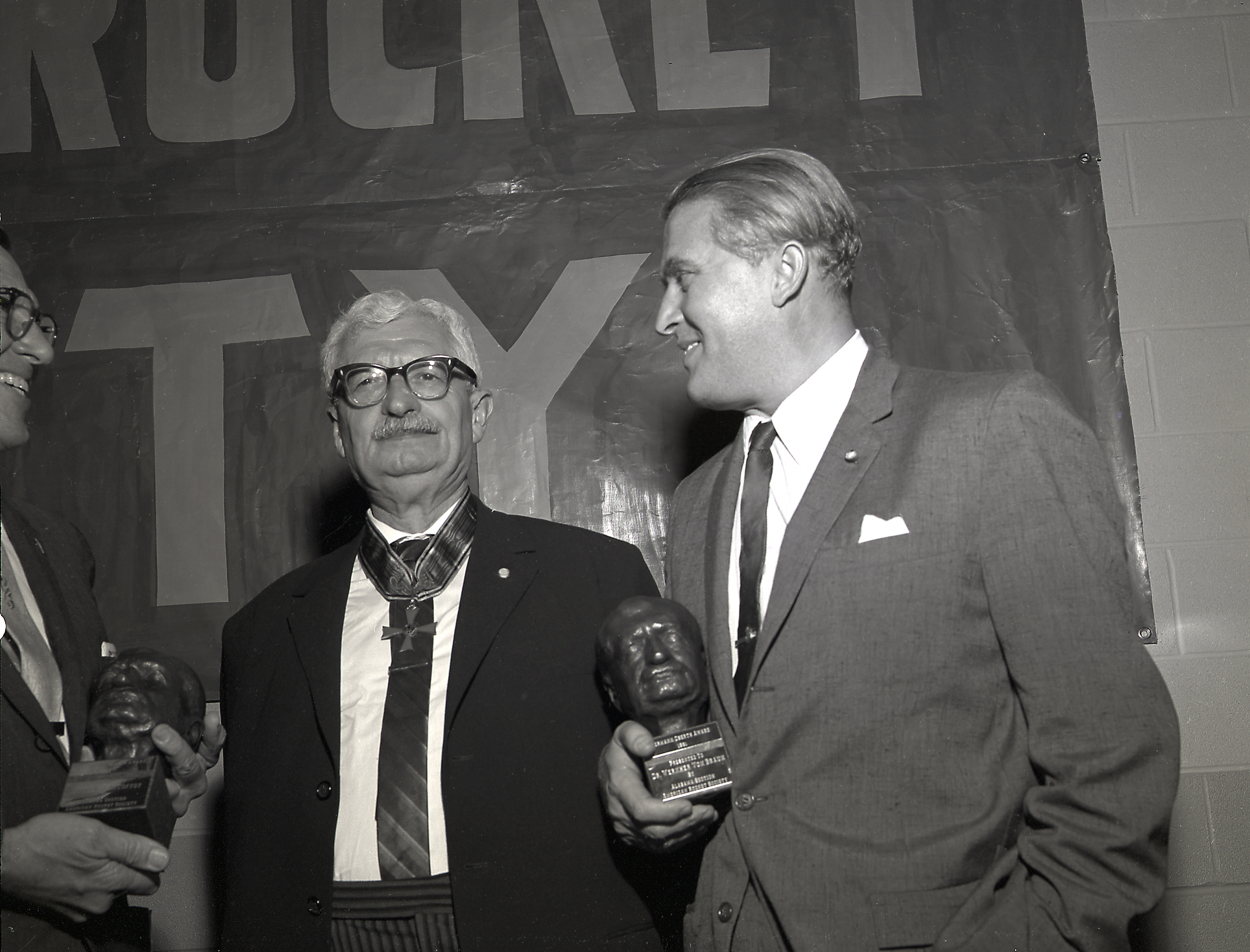
Z Wernherem von Braunem po odznaczeniu Order Zasługi RFN w 1961

## Nagrody i odznaczenia
- 1929 – nagroda Roberta Esnault-Pelterie[1]
- 1941 – Krzyż Zasługi Wojennej I Klasy z Mieczami[8][3]
- 1961 – Krzyż Wielki Orderu Zasługi RFN[3]
- 1969 – medal Wilhelma Exnera
- 1984 – Bawarski Order Zasługi[3]

## Upamiętnienie
W Feucht od 1971 znajduje się poświęcone mu „Muzeum Podróży Kosmicznych”. Jego nazwiskiem określa się tzw. efekt Obertha, opisany przez niego w pierwszej książce z 1923. Imię Obertha nosi krater (60 km średnicy) na niewidocznej stronie Księżyca oraz planetoida (9253) Oberth. W 1952 w Bremie zostało założone towarzystwo jego imienia, Hermann-Oberth-Gesellschaft.

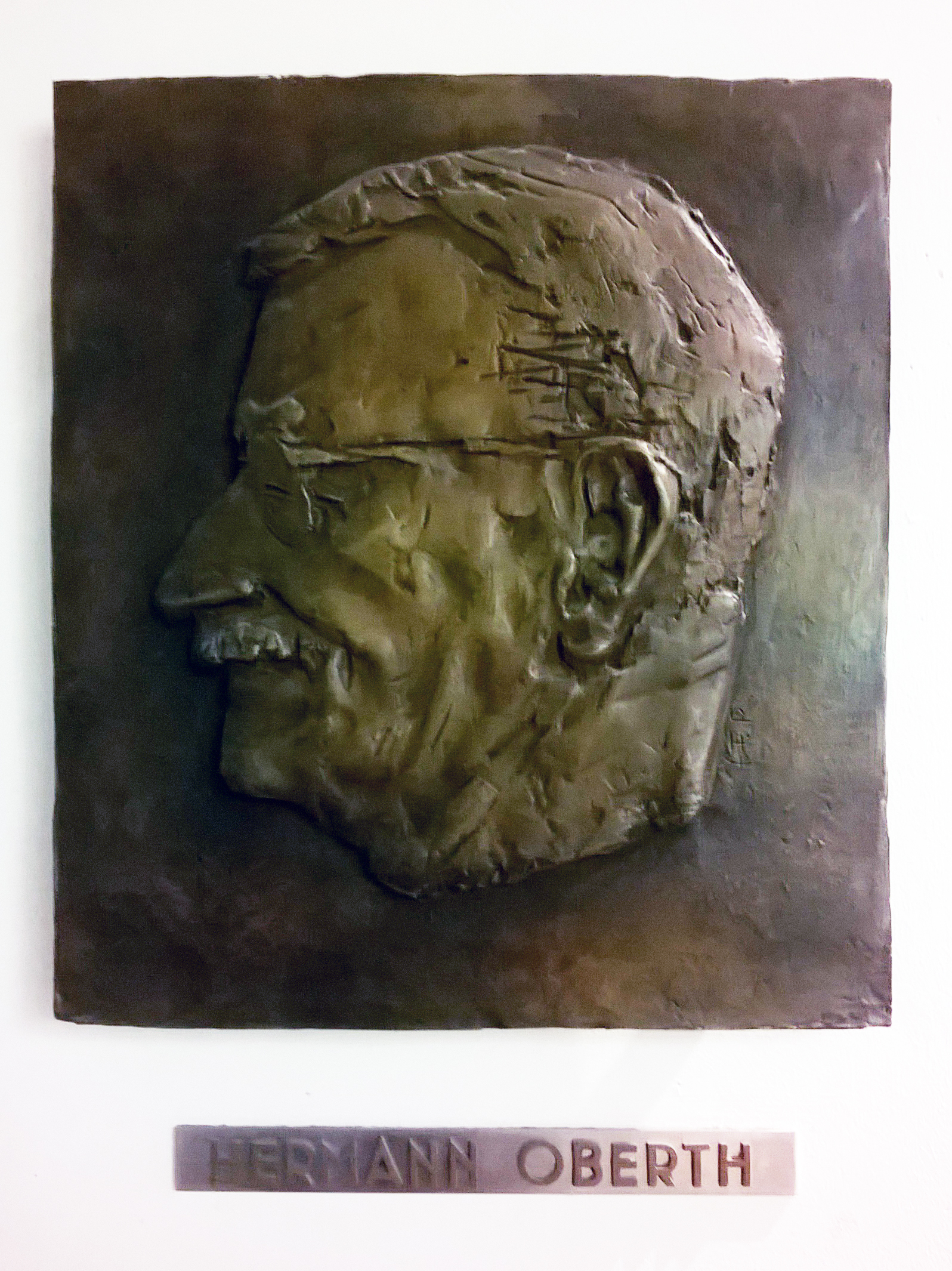
Tablica pamiątkowa z 1974 w hali berlińskiego lotniska Tegel
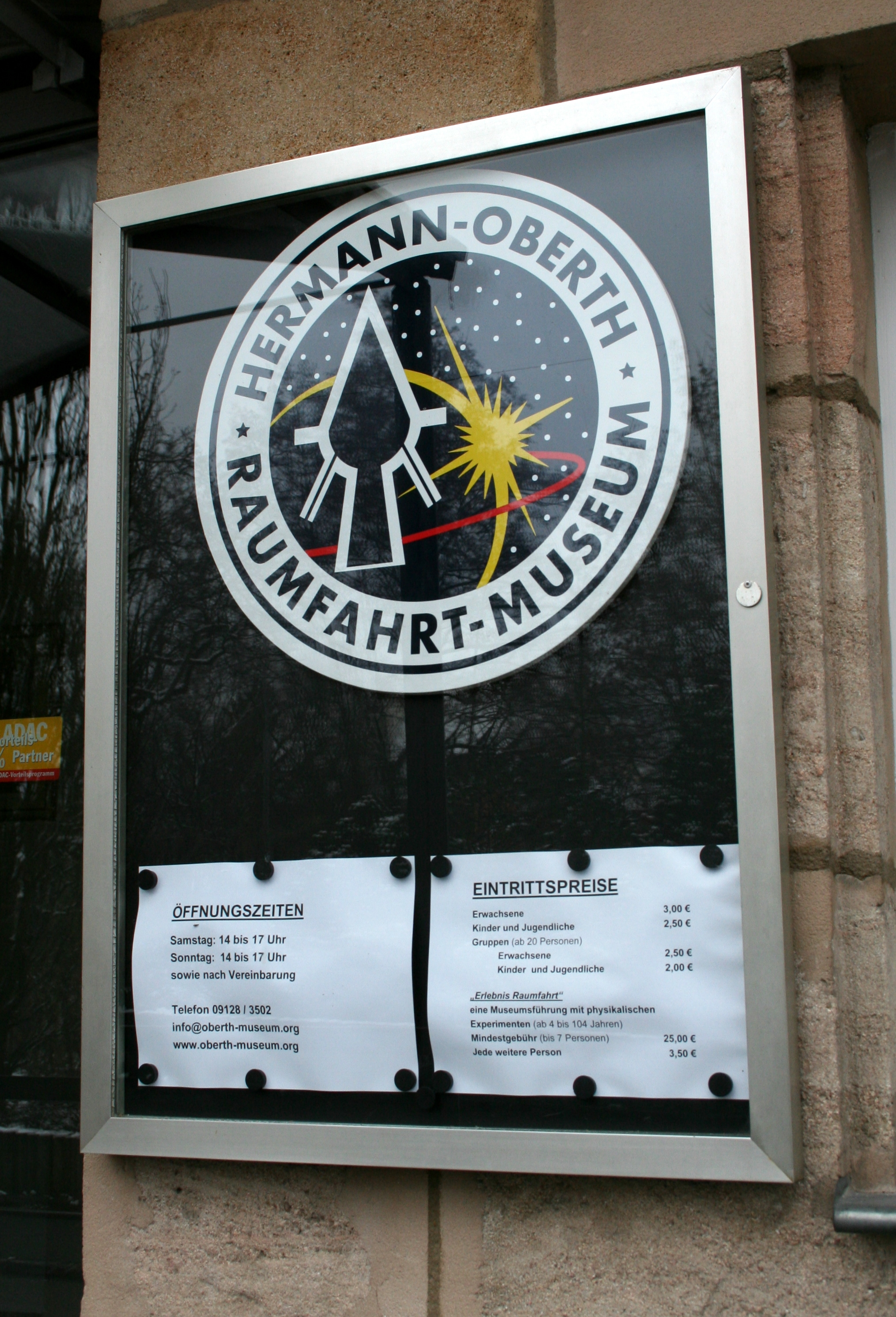
Tablica przy wejściu do muzeum Obertha w Feucht
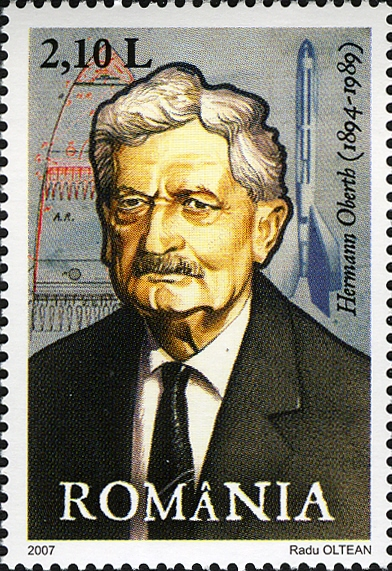
Jeden z pamiątkowych znaczków Poșta Română